# 天主教洛美總教區
天主教洛美總教區（拉丁語：Archidioecesis Lomensis）是多哥一個羅馬天主教教省總教區，下轄六個教區。此總教區是該國唯一一個總教區。

## 歷史
多哥宗座監牧區於1892年4月12日設立，1914年3月16日升為代牧區。1938年6月14日易名為洛美代牧區。1955年9月14日升為總教區。

## 現況
總教區包括濱海區西部四省及洛美市，2004年有教友413,965人（佔轄區總人口28.2%）、卅六個堂區、152名司鐸。現任總主教為阿納尼·尼苛德摩·巴里加-貝尼桑，榮休總主教為斐理伯·法諾科·科西·克波德茲羅和特尼斯·科米維·阿姆祖-德扎卡帕赫。